# Arthur Schmidt (general)
Arthur Schmidt (25 de octubre de 1895-5 de noviembre de 1987) fue un oficial de las Fuerzas Armadas Alemanas entre 1914 a 1943. Ascendió al puesto de Generalleutnant durante la Segunda Guerra Mundial. Fue jefe de Estado Mayor del 6.º Ejército, durante la batalla de Stalingrado en 1942-43, en su fase final, se convirtió en su comandante de facto y desempeñó un papel decisivo en la ejecución de las órdenes de Hitler de mantenerse firme a pesar de estar rodeado por el Ejército Rojo. Schmidt fue tomado prisionero en la Unión Soviética y gracias a la visita del canciller de Alemania Occidental Konrad Adenauer a Moscú en 1955 fue liberado. 
Arthur Schmidt recibió la Cruz Alemana el 26 de enero de 1942, y la Cruz de Caballero de la Cruz de Hierro el 6 de enero de 1943.